# Gedymin Grubba
Gedymin Grubba (ur. 17 lipca 1981 w Gdańsku) – polski organista, kompozytor i dyrygent.

## Wykształcenie muzyczne
Naukę muzyki rozpoczął w wieku 5 lat lekcjami gry na pianinie w Osiedlowym Ognisku Muzycznym w Gdańsku-Zaspie pod kierunkiem Haliny Radomskiej. Kontynuował ją w Państwowej Szkole Muzycznej I st. im. Stanisława Moniuszki w Sopocie w klasie fortepianu Zofii Ralickiej oraz w klasie klarnetu Dariusza Egielmana. W 1994 roku rozpoczął naukę gry na organach w Państwowej Szkole Muzycznej II st. im. Fryderyka Chopina w Gdańsku-Wrzeszczu w klasie Romana Peruckiego. Szkołę tę ukończył z wyróżnieniem w 2000 roku. To otworzyło mu drogę do studiów organowych w Akademii Muzycznej im. Stanisława Moniuszki w Gdańsku w klasie Romana Peruckiego. Jednocześnie podjął studia w klasie kompozycji Eugeniusza Głowskiego. Uczelnię tę ukończył w 2006 roku.
Doskonalił swoje umiejętności wykonawcze w grze na organach, uczestnicząc w licznych mistrzowskich kursach interpretatorskich i improwizatorskich w kraju i zagranicą, prowadzonych przez wybitnych muzyków, takich jak B.K. Bryndorf, E. Doll, F. Klinda, J. Laukvik, J.P. Lecaudey, L. Lohmann, D. Roth, A. Schoof, M. Strohhäcker, J.C. Zehnder, W. Zerer, S. Göttelmann, J. Gembalski i M. Sawa. Jest laureatem konkursów organowych i kompozytorskich.

## Działalność koncertowa
Od 1996 roku, kiedy to rozpoczął karierę jako organista, kameralista, kompozytor i dyrygent wykonał przeszło 2000 koncertów w Polsce, w większości państw europejskich, w Azji (Hongkong, Singapur), USA (25 Stanów), RPA, Kanadzie, Meksyku, Brazylii, Australii i Nowej Zelandii i in. W swoim repertuarze artysta posiada pełny wachlarz literatury muzycznej, począwszy od muzyki tabulaturowej po współczesną. Występował z solistami i orkiestrami: Filharmonią Kameralną im. W. Lutosławskiego w Łomży, z Kwartetem Smyczkowym Orkiestry Symfonicznej w Toruniu, The Sydney Consort – australijski zespół instrumentów barokowych, z Filharmonią Pomorską im. I.J. Paderewskiego w Bydgoszczy.
Od 1996 roku jest prezentatorem organów archikatedry w Gdańsku-Oliwie.

## Udział w festiwalach
- Letni Festiwal Organowy w Tucholi
- Międzynarodowy Festiwal Muzyki Organowej w Pelplinie[5]
- Gdański Festiwal Młodych Talentów w Gdańsku
- Świętojański Festiwal Organowy w Toruniu[6]
- Festiwal Ekumeniczny i Wielu Kultur w Sanoku (2008)[7]
- Cantus Organi Międzynarodowy Festiwal Organowy w Wołowie (2011)
- Ogólnopolski Festiwal Muzyki Organowej i Kameralnej Komorniki (2012)[8]
- Międzynarodowy Festiwal Muzyki Organowej i Kameralnej w Rożyńsku Wielkim (2010)[9]
- Festiwal Wielkich Wydarzeń w bazylice św. Brygidy w Gdańsku (2007)
- Międzynarodowy Festiwal Europa - Toruń (2011)[10]

## Kompozycje
(na podstawie materiału źródłowego)
- Trzy fantazje na flet i organy (1996)
- Suita Gdańska na organy (1997)
- Puszkin na wokal, fortepian i gitarę (2000)
- The Queen’s Dolour na głosy i instrumenty solowe, wielką orkiestrę symfoniczną, chór mieszany, fortepian i organy (2000)
- Miniatura na fortepian (2001)
- Dziesięć Ave Maria na różne składy wokalno-instrumentalne (2001)
- Dwie miniatury na organy (2001)
- Dies irae na sopran, fortepian, smyczki i gitarę elektryczną (2001)
- Wariacje na temat własny na organy (2001)
- In memoriam na sopran i małą orkiestrę symfoniczną (2001)
- Introdukcja i Passacaglia a-moll na organy (2001)
- Symfonia dramma na organy (2002)
- The Dream’s na głosy i instrumenty solowe, wielką orkiestrę symfoniczną, chór mieszany, fortepian i organy (2002)
- The World na głosy i instrumenty solowe, wielką orkiestrę symfoniczną, chór mieszany, fortepian i organy (2002)
- Kyrie de Angelis na fortepian i organy (2003)
- In Paradisum na sopran, fortepian i organy (2003)
- Missa spei na chór mieszany a cappella (2003)
- Oratio pro Pacem na sopran, baryton, fortepian, organy i orkiestrę kameralną (2004)
- Getsemani na baryton i chór żeński (2004)
- Gorzkie Żale na głos recytujący, głosy i instrumenty solowe, wielką orkiestrę symfoniczną, chór mieszany, fortepian i organy (2004)
- Papa in Memoriam na sopran, fortepian i sampler elektroniczny (2005)
- Do Sosny Polskiej, pieśń do słów Jana Pawła II na bas, fortepian i zespół kameralny (2006)
- Droga Krzyżowa na sopran, orkiestrę symfoniczną i chór z organami (2006)
- Sinfonia Jubilate na sopran, baryton, recytatora, fortepian, chór mieszany i orkiestrę symfoniczną (2008)[12][13] Utwór powstał na zlecenie Spółdzielczej Kasy Oszczędnościowo-Kredytowej SKOK im. F. Stefczyka, w piętnastą rocznicę jej istnienia, do słów Jana Pawła II, S.H. Lubomirskiego i Z. Herberta. Kompozycja dedykowana była J.E. Kardynałowi Józefowi Glempowi Prymasowi Polski w podzięce za długoletnią posługę dla dobra Kościoła, Narodu i Polski.
- Santo Subito! na sopran, recytatora, chór mieszany i małą orkiestrę symfoniczną (2011)
- Autor oficjalnego hejnału miasta Pelplina[14]

## Nagrody
- 2009 - Nagroda Mestwina w kategorii działalność kulturalna[15]
- 2011 - Medal za zasługi dla Miasta i Gminy Pelplin
- 2017 - Odznaka Honorowa "Zasłużony dla Kultury Polskiej" nadana przez Ministra Kultury i Dziedzictwa Narodowego
- 2019 - Brązowy Krzyż Zasługi nadany przez Prezydenta RP Andrzeja Dudę
- Trzykrotnie był stypendystą Prezydenta Miasta Gdańsk, jest także stypendystą Ministra Kultury i Dziedzictwa Narodowego oraz Marszałka Województwa Pomorskiego

## Inna działalność
- W 1999 roku Grubba był głównym inicjatorem i organizatorem Międzynarodowego Festiwalu Muzyki Organowej w Pelplinie, będąc do dziś dyrektorem tej imprezy. Jest to jedna z największych cyklicznych imprez kulturalnych w tej części Europy poświęconej muzyce organowej. Dzięki staraniom organizatorów Festiwalu udało się m.in. doprowadzić do rekonstrukcji unikatowych, XVII-wiecznych organów w katedrze pelplińskiej (2003) oraz spopularyzować w świecie ich wyjątkowe walory brzmieniowe.
- W 1999 roku zapoczątkował cykl koncertów pt. Mariackie Wieczory Kameralne w Koronowie.
- Od 2003 roku piastuje stanowisko prezesa zarządu Fundacji Promocji Sztuki im. Gabriela Fauré w Gdańsku[16], organizacji pożytku publicznego, której celem jest wspieranie i promocja sztuki, wspieranie młodych talentów oraz ożywienie życia kulturalnego społeczeństwa. Fundacja swoje cele realizuje poprzez organizowanie koncertów muzyki poważnej na terenie całej Polski, kursów mistrzowskich dla studentów polskich akademii muzycznych (ze szczególnym uwzględnieniem muzyki organowej), konkursów, warsztatów i wykładów. Do najważniejszych wydarzeń zainicjowanych i kontynuowanych przez Fundację należą: Międzynarodowy Festiwal Muzyki Organowej w katedrze w Pelplinie, Mariackie Wieczory Kameralne w Koronowie, Cykl Koncertów Kameralnych w Mikołajkach, Festiwal Wielkich Wydarzeń w Gdańsku oraz Gdański Festiwal Młodych Talentów.
- W 2010 roku był przewodniczącym jury w Konkursie dla młodych organistów w Sydney w Australii.
- W 2012 roku został powołany w skład dwóch kapituł odpowiedzialnych za przyznawanie artystom i twórcom Pomorskim nagród i wyróżnień za ich działalność w dziedzinie kultury: na członka kapituły przy Burmistrzu Miasta i Gminy Pelplin, a następnie na przewodniczącego kapituły przy Staroście Tczewskim w latach 2012-2017.
- Jest członkiem Koła Młodych Związku Kompozytorów Polskich[17]

## Nagrania płytowe
- Wielkie organy Archikatedry w Gdańsku Oliwie (2006), płyta nominowana do nagrody  Fryderyka w kategorii Album Roku Muzyka Solowa; w 2009 roku otrzymała status złotej płyty.
- Międzynarodowy Festiwal Muzyki Organowej w Pelplinie i Koronowie - Gedymin Grubba (2008)
- Gedymin Grubba Organy Katedry Polowej w Warszawie (2010)